# La Garriga
La Garriga – gmina w Hiszpanii, w prowincji Barcelona, w Katalonii, o powierzchni 19,07 km². W 2011 roku gmina liczyła 15 472 mieszkańców.